# Tolsti vrh
Tolsti vrh (1715 m) se nahaja v Kamniško-Savinjskih Alpah zahodno od Storžiča in je najvišji vrh Kriške gore. V Zalogu, vasi ob vznožju gore, je del kriškega grebena, kjer se nahaja Tolsti vrh, znan kot Zaloška gora. Zgodovinsko pa je bila gora znana tudi kot Gallenberg, po kraju Golnik (prej Gallenfels).
Toponim se nanaša na lokalno topografijo, saj je hrib debel in ima priostren vrh. Toponim 'Tolsti vrh' (ali 'Tolsti Vrh') se kot zemljepisno ime pojavlja na več mestih v Sloveniji, pojavlja pa se tudi kot andronim (Tovšak).

## Dostopi
Na vrh vodi več poti. Najpriljubljenejša pot je krožna iz vasi Gozd do Koče na Kriški gori, preko Vratc na vrh, od tam direktno do izhodišča. Povprečen pohodnik jo prehodi v 4-5 urah. 
Druga pot na vrh pa vodi od Doma pod Storžičem; pot zahteva 2 uri.

## Možna izhodišča
- Mala in Velika Poljana
- planina Javornik